# Volley Milano 2018-2019
Questa voce raccoglie le informazioni riguardanti il Volley Milano nelle competizioni ufficiali della stagione 2018-2019.

## Organigramma societario
Area direttiva
- Presidente: Alessandra Marzari
- Vicepresidente: Alberto Zucchi
- Segreteria generale: Ilaria Conciato

Area organizzativa
- Team manager: Cesare Capetti
- Direttore sportivo: Claudio Bonati
- Direttore generale: Ilaria Conciato

Area tecnica
- Allenatore: Fabio Soli
- Allenatore in seconda: Luigi Parisi
- Assistente allenatore: Giuseppe Ambrosio
- Scout man: Luca Berarducci

Area comunicazione
- Ufficio stampa: Giò Antonelli
- Area comunicazione: Dario Keller
- Social media manager: Giovanni Paini, Andrea Torelli

Area marketing
- Ufficio marketing: Federico Zurleni, Gianpaolo Martire, Michele Spera

Area sanitaria
- Medico: Carlo Maria Pozzi
- Fisioterapista: Cesare Zanardi
- Preparatore atletico: Silvio Colnago

## Rosa
| N° | Nome               | Ruolo | Data di nascita   | Nazionalità sportiva |
| -- | ------------------ | ----- | ----------------- | -------------------- |
| 1  | Simone Buti        | C     | 19 settembre 1983 | Italia               |
| 3  | Tomasz Calligaro   | P     | 29 marzo 1993     | Italia               |
| 4  | Donovan Džavoronok | S     | 23 luglio 1997    | Rep. Ceca            |
| 5  | Santiago Orduna    | P     | 31 agosto 1983    | Italia               |
| 6  | Andrea Galliani    | S/O   | 6 gennaio 1988    | Italia               |
| 8  | Martins Arasomwan  | C     | 1º gennaio 1995   | Italia               |
| 9  | Marzo Rizzo        | L     | 2 gennaio 1990    | Italia               |
| 10 | Amir Ghafour       | O     | 6 giugno 1991     | Iran                 |
| 11 | Iacopo Botto       | S     | 22 settembre 1987 | Italia               |
| 12 | Viktor Josifov     | C     | 16 ottobre 1985   | Bulgaria             |
| 13 | Thomas Beretta     | C     | 18 aprile 1990    | Italia               |
| 15 | Stefano Giannotti  | S/O   | 14 maggio 1989    | Italia               |
| 17 | Oleh Plotnyc'kyj   | S     | 5 giugno 1997     | Ucraina              |
| 18 | Paul Buchegger     | S/O   | 4 marzo 1996      | Austria              |
| 27 | Matteo Picchio     | L     | 12 febbraio 2000  | Italia               |